# Новоолександрівська сільська рада (Вовчанський район)
Новоолекса́ндрівська сільська́ ра́да — адміністративно-територіальна одиниця та орган місцевого самоврядування в Вовчанському районі Харківської області. Адміністративний центр — село Новоолександрівка.

## Загальні відомості
- Новоолександрівська сільська рада утворена в 1919 році.
- Територія ради: 72,824 км²
- Населення ради: 1 576 осіб (станом на 2001 рік)
- Територією ради протікає річка Хотімелька.

## Населені пункти
Сільській раді підпорядковані населені пункти:
- с. Новоолександрівка
- с. Бакшеївка
- с. Вірівка
- с. Лозова

### Колишні населені пункти
- Вільне Зняте з обліку в 1997 році.

## Склад ради
Рада складається з 16 депутатів та голови.
- Голова ради: Здор Галина Григорівна
- Секретар ради: Аленічева Галина Василівна

### Керівний склад попередніх скликань
| Прізвище, ім'я, по батькові | Основні відомості                                                         | Дата обрання | Дата звільнення |
| --------------------------- | ------------------------------------------------------------------------- | ------------ | --------------- |
| Здор Галина Григорівна      | Сільський голова, 1958 року народження, освіта вища                       | 26.03.2006   | 31.10.2010      |
| Здор Галина Григорівна      | Сільський голова, 1958 року народження, освіта вища, член Партії регіонів | 31.10.2010   |                 |

Примітка: таблиця складена за даними сайту Верховної Ради України

### Депутати
За результатами місцевих виборів 2010 року депутатами ради стали:

#### За суб'єктами висування
| Суб'єкт висування           | Кількість обраних депутатів | %    |
| --------------------------- | --------------------------- | ---- |
| Партія регіонів             | 15                          | 93,8 |
| Комуністична партія України | 1                           | 6,3  |

#### За округами
| № округу                    | Прізвище, ім'я, по батькові      | Дата визнання обраним | Освіта             | Партійна приналежність            | Відомості про обраного депутата                       |
| --------------------------- | -------------------------------- | --------------------- | ------------------ | --------------------------------- | ----------------------------------------------------- |
| Комуністична партія України |                                  |                       |                    |                                   |                                                       |
| 6                           | Боківець Володимир Миколайович   | 01.11.2010            | вища               | член Комуністичної партії України | Новоолександрівська загальноосвітня школа, вчитель    |
| Партія регіонів             |                                  |                       |                    |                                   |                                                       |
| 1                           | Абрамченко Лариса Василівна      | 01.11.2010            | середня            | член Партії регіонів              | Ясла-садок «Сонечко», завідувачка                     |
| 2                           | Лихачова Лариса Іванівна         | 01.11.2010            | середня            | член Партії регіонів              | ТОВ «Новоолександрівське», завідувачка складом        |
| 3                           | Крикун Ірина Вікторівна          | 01.11.2010            | середня спеціальна | член Партії регіонів              | Новоолександрівська сільська рада, головний бухгалтер |
| 4                           | Ткаченко Маргарита Петрівна      | 01.11.2010            | вища               | член Партії регіонів              | ТОВ «Новоолександрівське», диспетчер                  |
| 5                           | Коробка Володимир Олексійович    | 01.11.2010            | вища               | член Партії регіонів              | ТОВ «Новоолександрівське», завідувач гаражу           |
| 7                           | Аленічева Галина Василівна       | 01.11.2010            | середня            | член Партії регіонів              | Новоолександрівська сільська рада, секретар           |
| 8                           | Фролова Зінаїда Миколаївна       | 01.11.2010            | середня            | член Партії регіонів              | ТОВ «Новоолександрівське», завідувачка складом        |
| 9                           | Головчанська Людмила Анатоліївна | 01.11.2010            | середня            | член Партії регіонів              | Ясла-садок «Сонечко», вихователь                      |
| 10                          | Медвєдєв Володимир Антолійовитч  | 01.11.2010            | середня            | член Партії регіонів              | ТОВ «Новоолександрівське», водій                      |
| 11                          | Рубан Світлана Петрівна          | 01.11.2010            | середня            | член Партії регіонів              | приватний підприємець                                 |
| 12                          | Багнюк Юрій Миколайович          | 01.11.2010            | середня            | позапартійний                     | Приколотнянський ОЕЗ, робітник                        |
| 13                          | Цапков Віктор Васильович         | 01.11.2010            | середня            | позапартійний                     | тимчасово не працює                                   |
| 14                          | Шевченко Олена Анатоліївна       | 01.11.2010            | середня            | член Партії регіонів              | Бакшеївський фельдшерсько-акушерський пункт, фельдшер |
| 15                          | Четверіков Костянтин Михайлович  | 01.11.2010            | середня            | позапартійний                     | тимчасово не працює                                   |
| 16                          | Федоров Андрій Олександрович     | 01.11.2010            | вища               | позапартійний                     | приватний підприємець                                 |